# 腾讯微视
腾讯微视是腾讯旗下的一款短視頻應用，於2013年9月28日上线。2015年3月，騰訊開始擱置微视。後來隨著抖音、抖音火山版、西瓜视频的興起，腾讯於2017年再次恢復微视業務。不過截至2021年6月，腾讯微视的月活躍用戶數仍遠少於抖音、快手。同年，腾讯微视宣佈將重點扶持微剧（单集时长在1分钟至3分钟具有剧情的视频）業務。